# بختري منكسر
البختري المنكسر أو الديدحان المنكسر (باللاتينية: Roemeria refracta) نوع نباتي من جنس البختري من الفصيلة الخشخاشية.

## الموئل والانتشار
ينتشر في بلاد الشام وتركيا والقوقاز.